# لاتساچکه
لاتساچکه (به مجاری:  Lácacséke) یک منطقهٔ مسکونی در مجارستان است که در ناحیه تسیگاند واقع شده‌است.